# Emil Beck (Fechttrainer)
Emil Beck (* 20. Juli 1935 in Tauberbischofsheim; † 12. März 2006 ebenda) war ein deutscher Fechttrainer.

## Leben

### Biografie

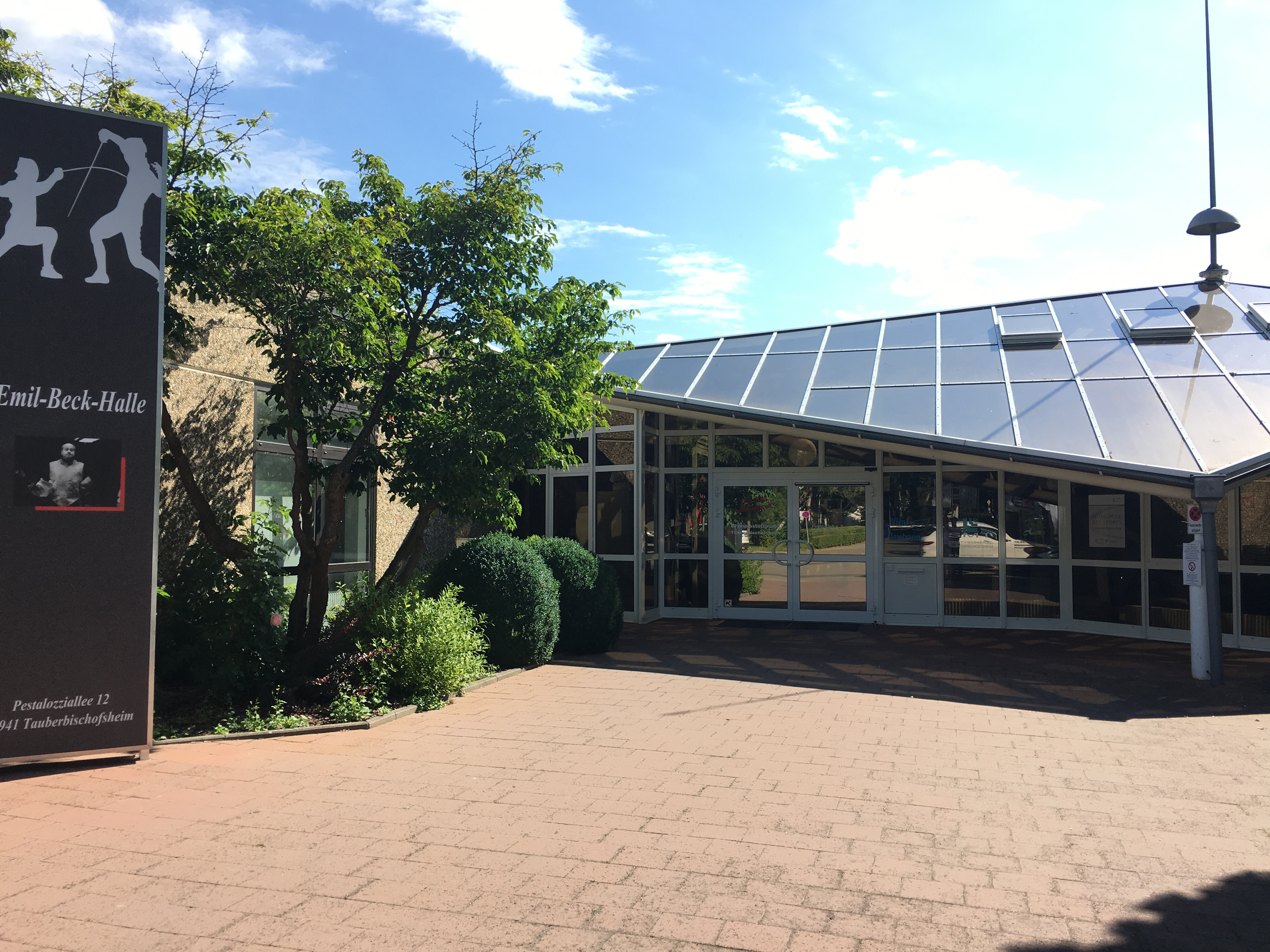
Der von „Gründervater“ Emil Beck aufgebaute Fecht-Club Tauberbischofsheim mit Olympiastützpunkt und Emil-Beck-Halle im Jahr 2016

Der gelernte Friseur begann Mitte der 1950er Jahre mit dem Fechtsport. Fechtszenen einer Kino-Wochenschau aus dem Film Die drei Musketiere hatten den Jugendlichen beeindruckt. Daraufhin kam es am 12. Oktober 1954 auf Emil Becks Initiative im „Gasthaus zum Schwanen“ in Tauberbischofsheim zur Gründungsversammlung einer Fechtabteilung im TSV Tauberbischofsheim. Mit großer Leidenschaft für diesen Sport schuf er schließlich am 14. Oktober 1967 in der „Raststätte Block“ bei einer offiziellen Gründungsversammlung den eigenständigen Fecht-Club Tauberbischofsheim, der bald zum weltbekannten Fechtleistungszentrum avancierte, das in den 1970er Jahren zur olympischen „Goldschmiede“ wurde.
Als Trainer von Fechtgrößen wie Matthias Behr, Alexander Pusch und Anja Fichtel wurde er zu einem der erfolgreichsten Fechttrainer der Welt. Olympiasiege, Welt- und Europameistertitel wurden seit 1973 (erster Weltmeistertitel für einen Sportler aus Tauberbischofsheim) reihenweise unter seiner Obhut errungen. Auf dem Höhepunkt seines Schaffens errangen Anja Fichtel, Sabine Bau und Zita Funkenhauser Gold, Silber und Bronze bei den Olympischen Spielen 1988 in Seoul im Damenflorett. Solch ein Triumph konnte in der Geschichte des deutschen Fechtens nicht mehr wiederholt werden. Beck verfügte im Umgang mit seinen Sportlern über einen strengen Führungsstil: Anja Fichtel warf ihm 1991 vor, sie unmenschlich behandelt zu haben, die Tageszeitung nannte ihn 1992 einen „gestrengen Zuchtmeister“ der Spiegel schrieb 1999, Beck habe „Sportler zu Siegern gemacht und dafür das Recht auf ihre Persönlichkeit kassiert“.
Beck zählte mit Karl Adam (Rudern) und Gustav Kilian (Bahnrad) zu den großen Drei unter den Trainer-Autodidakten im bundesdeutschen Sport. Bis 1999 hatte Beck, der von 1970 bis 1986 für die Bereiche Degen und Herren-Florett zuständig und ab 1986 für sämtliche Fechtwaffen Cheftrainer war, als Bundestrainer 20 olympische und 91 Weltmeisterschafts-Medaillen gewonnen.
Beck lebte seit der Neuerrichtung im Jahre 1997 im „Haus der Athleten“ in seinem Heimatort. Matthias Behr wurde für kurze Zeit sein Nachfolger als Teamchef der deutschen Fechtnationalmannschaft, als Beck nach den Querelen im Tauberbischofsheimer Olympiastützpunkt zurücktreten musste. Einige Zeit, nachdem sich Beck aus dem Sport zurückgezogen hatte, kam er wieder in die Schlagzeilen, als Vorwürfe wegen Veruntreuung von einer Million Euro aufkamen. Im Jahr 2004 kam es zur Anklageerhebung wegen Untreue und Urkundenunterdrückung. Das Gerichtsverfahren konnte zu seinen Lebzeiten nicht zu Ende geführt werden. Am 12. März 2006 starb Beck an Herzversagen.
„Seine Leistungen für unseren Sport kann man gar nicht hoch genug bewerten – umso tragischer war sein Ende“, sagte hierzu der ehemalige Fechter und heutige IOC-Präsident Thomas Bach und ergänzte, Beck habe sich zuvor lange mit Kritikern auseinandersetzen müssen, ehe sichtbar geworden sei, dass Beck das gesamte Fechttraining, die Technik, den gesamten Fechtsport revolutioniert und aus seiner elitären Isolierung gelöst habe. „Das Fechten“, so Bach, „wurde allen sozialen Schichten zugänglich“.
Nach Beck wurde der erstmals 2008 verliehene „Emil-Beck-Gedächtnispreis“ des FC Tauberbischofsheim benannt, mit dem der Club Persönlichkeiten ehrt, die sich in besonderer Weise um den Fechtsport verdient gemacht haben. Anlässlich des 80. Geburtstages des 2006 verstorbenen Ehrenbürgers der Stadt Tauberbischofsheim wurde die Finalhalle des Fechtzentrums am 20. Juli 2015 in „Emil-Beck-Halle“ umbenannt und vor der Halle eine Stele zur Erinnerung aufgestellt. Hauptredner war dabei IOC-Präsident Thomas Bach.
Sein Sohn Frank Beck war ebenfalls im Fechtsport aktiv.

### Nachwirkungen
Emil Beck trug durch sein Lebenswerk beim Fecht-Club Tauberbischofsheim maßgeblich dazu bei, dass der Fechtsport in Deutschland und die Stadt Tauberbischofsheim einen größeren Bekanntheitsgrad erlangten. Einige Zitate bekannter Persönlichkeiten über Beck verdeutlichen dies:

„Er war eine charismatische Persönlichkeit, die keinen gleichgültig ließ. Seine Lebensleistung ist herausragend, er hat den Fechtsport und seine Heimatstadt positiv verändert und das wird noch lange nachwirken.“

„Tauberbischofsheim hätte ohne Emil Beck nie diesen Bekanntheitsgrad.“

Der Ehrenpräsident des Deutschen Fechter-Bundes (DFeB), Gordon Rapp, würdigte Becks Engagement als: 

„einmalig in der Welt. Fechten in Deutschland hätte ohne Emil Beck nicht diesen Stellenwert in Deutschland, und auch nicht international.“

## Ehrungen

### Auszeichnungen
- Bundesverdienstkreuz am Bande 1976
- Bundesverdienstkreuz 1. Klasse 1985
- Großes Bundesverdienstkreuz 1995
- „Ehrenplakette“ der Fédération Internationale d’Escrime (Internationaler Fechterbund)[6]
- Ehrenbürger von Tauberbischofsheim, verliehen am 23. Juni 1989[13]
- Mit der Florettfechter-Nationalmannschaft bei der Wahl zur Mannschaft des Jahres 1977 ausgezeichnet.

### Beck als Namensgeber
- „Emil-Beck-Gedächtnispreis“[10]
- „Emil-Beck-Halle“[14]

## Werke
- Emil Beck (Autor): Tauberbischofsheimer Fechtlektionen für Anfänger und Fortgeschrittene. Philippka-Sportverlag, Münster 1987, ISBN 978-3870390150.
- Emil Beck (Autor): Richtig Fechten. BLV-Verlag, München 1990, ISBN 978-3405137342.
- Emil Beck (Autor): Fechten. Florett, Degen, Säbel. Falken-Verlag, Niedernhausen im Taunus 1995, ISBN 978-3806804492.
- Emil Beck (Hrsg.), Berndt Barth (Autor): Fechttraining. Meyer-Verlag, Aachen 2004, ISBN 978-3898991162.

### Artikel
- Serie Olympiadörfer - Teil 6 - Seele statt Emil - Das Fechtzentrum Tauberbischofsheim. Süddeutsche Zeitung, abgerufen am 5. Mai 2015.
- Zorro in weiß. Archiviert vom Original am 26. Oktober 2007; abgerufen am 23. März 2013.
- Emils Geisterbahn. Der Spiegel 44/1999, abgerufen am 31. Oktober 2015.
- Wenn Emil pfeift . . . Der Spiegel 42/1989, abgerufen am 31. Oktober 2015.

### Videos
- Stadt Tauberbischofsheim ehrt Fecht-Legende Emil Beck - by Fränkische Nachrichten (3:58 min). Fränkische Nachrichten, YouTube, abgerufen am 20. Dezember 2016.